# Тутси
Вижте пояснителната страница за други значения на Тутси.
Тутси са един от трите местни общности в Руанда и Бурунди в Централна Африка, заедно с туа и хуту. 

## Произход
Отчасти тутси произлизат от представители на останалите две общности. Туа или уатуа (малка част от населението) са пигмейски народ, който първоначално населявал района, но в началото на новата ера започват да ги изместват хуту (уахуту) - племена от групата банту - основа на втората общност. Предполага се, че предците на третата група - тутси - са дошли от Източна Африка, - вероятно Судан, Уганда или Етиопия около 1400 г., и заселили първоначално местността около езерото Киву, където възникнали обединенията дали началото на кралствата им Руанда и Бурунди, под управлението на владетели, наречени мвами - продължили да съществуват като васални на колониалните империи и през колониалната епоха. 
Заедно трите общности, които са в значителна степен взаимопроникнали, в резултат от възможностите за смяна на принадлежността към дадена група и заради смесени бракове, образуват една етническа група – руандийците - с общ език (киняруанда) и обща култура, но в която традиционно заемат различно обществено положение и упражняват различни поминъци. Постепенно под хуту започва да се разбира относително беден и нископоставен човек, най-често препитаващ се със земеделие, а под тутси - богат аристократ, проспериращ в скотовъдството или посредством труда на зависими от него хора. Управляващата каста, включително и през време на колониалната епоха са представителите на тутси, въпреки че и хуту имали - на по-ниските спени от обществената организация - водачи от своята среда, и отделни представители във висшите слоеве. Впоследствие и постепенно тутси са на свой ред изместени от хуту, но междувременно е създадена специална расова теория, известна като "мит за произхода на тутси", оказала се гибелна, особено за постколониалните държави Руанда и Бурунди, ставайки "основанията" на настроенията довели до геноцида в Руанда., в хода на който страната губи около 1/4 от населението си, вследствие на избивания, болести (например от холера умират около 20 000 души), на тежкия живот в лагерите за бежанци и на емиграция, и който се отразява  изключително негативно и върху нейните съседни страни. Решаваща роля за създаването на този мит и втълпяването му на руандийския народ играят европейските колонисти, които желаели да направят от тутси своя вярна опора за господството си над района. Те "доказват", че държавническите постижения на тутси са свързани с техния произход, който според тях бил по-скоро от европеидната, отколкото от негроидната раса (възползвайки се от някои физически белези приети за типични за тутси, въпреки че те по-скоро се срещат понякога и по-често сред тях и не непременно по причини, свързани основно с генетиката им - висок ръст и издадени напред, „подобни на европейски“ носове). Всичко това на първо време създава на тутси положение на привилегирована "висша раса" в колониалните (под белгийски и немски протекторат) общества, но след оттеглянето на европейците "доказателствата" се оказват в тяхна вреда, тъй като се приемат за основание да бъдат смятани за "по-нисши" - от управляваща, експлоатираща и богата каста, те постепенно заемат положението на бедна, експлоатирана и управлявана (макар и не без възможности за социална мобилност и промяна на положението). Това прокарва една настройка към ограбването, съсипването и изтребването й, която впоследствие е отчасти осъществена в събитията от геноцида през 1994 г., в който загиват или са принудени да се преселят около 1 милион руандийци.
Днес все още в затвора има около 130 000 души, очакващи съд за участието си в геноцида и над 300 000 деца са без роднини, които да се грижат за тях.